# Xu Beihong
Xu Beihong (ur. 19 lipca 1895 w Yixing, zm. 26 września 1953 w Pekinie) – chiński malarz, uważany za jednego z najwybitniejszych chińskich artystów XX wieku. Na Zachodzie znany także pod imieniem Ju Peon, którego używał podczas studiów w Paryżu.

Urodził się w Yixing w prowincji Jiangsu. Jego ojciec, Xu Dazhang, był utalentowanym malarzem, grawerem, kaligrafem i poetą, ponieważ jednak sztuka nie dawała mu możliwości utrzymania rodziny, pracował jako hodowca arbuzów. Widząc talent syna, zaczął go uczyć malarstwa. W wieku 19 lat Xu Beihong opuścił rodzinną wieś i wyjechał do Szanghaju, gdzie studiował malarstwo na tamtejszym uniwersytecie. W 1918 roku został wykładowcą na Uniwersytecie Pekińskim. Rok później wyjechał na studia do Paryża. Do Chin powrócił w 1927 roku i został profesorem w Instytucie Malarstwa w Szanghaju.
Xu Beihong w swoich pracach łączył tradycyjne malarstwo chińskie (guohua) z malarstwem europejskim. Był pierwszym chińskim malarzem, który tworzył malarstwo olejne. Głównym tematem jego prac była chińska przyroda. Uważany jest za mistrza w przedstawianiu koni i bawołów wodnych. W 1933 roku był współorganizatorem światowej wystawy prezentującej współczesne chińskie malarstwo, wystawianej w Paryżu, Berlinie, Rzymie, Londynie i Moskwie. 
Po utworzeniu Chińskiej Republiki Ludowej w 1949 roku został rektorem Akademii Sztuk Pięknych w Pekinie i przewodniczącym Ogólnochińskiego Stowarzyszenia Artystów Malarzy.